# Villers-Saint-Genest
Pour les articles homonymes, voir Villers.
Villers-Saint-Genest est une commune française située dans le département de l'Oise, en région Hauts-de-France.

## Géographie
| Péroy-les-Gombries   | Boissy-Fresnoy       | Betz       |
| Nanteuil-le-Haudouin | Villers-Saint-Genest |            |
| Chèvreville          |                      | Bouillancy |

### Hydrographie
La commune est située dans le bassin Seine-Normandie. Elle n'est drainée par aucun cours d'eau,.

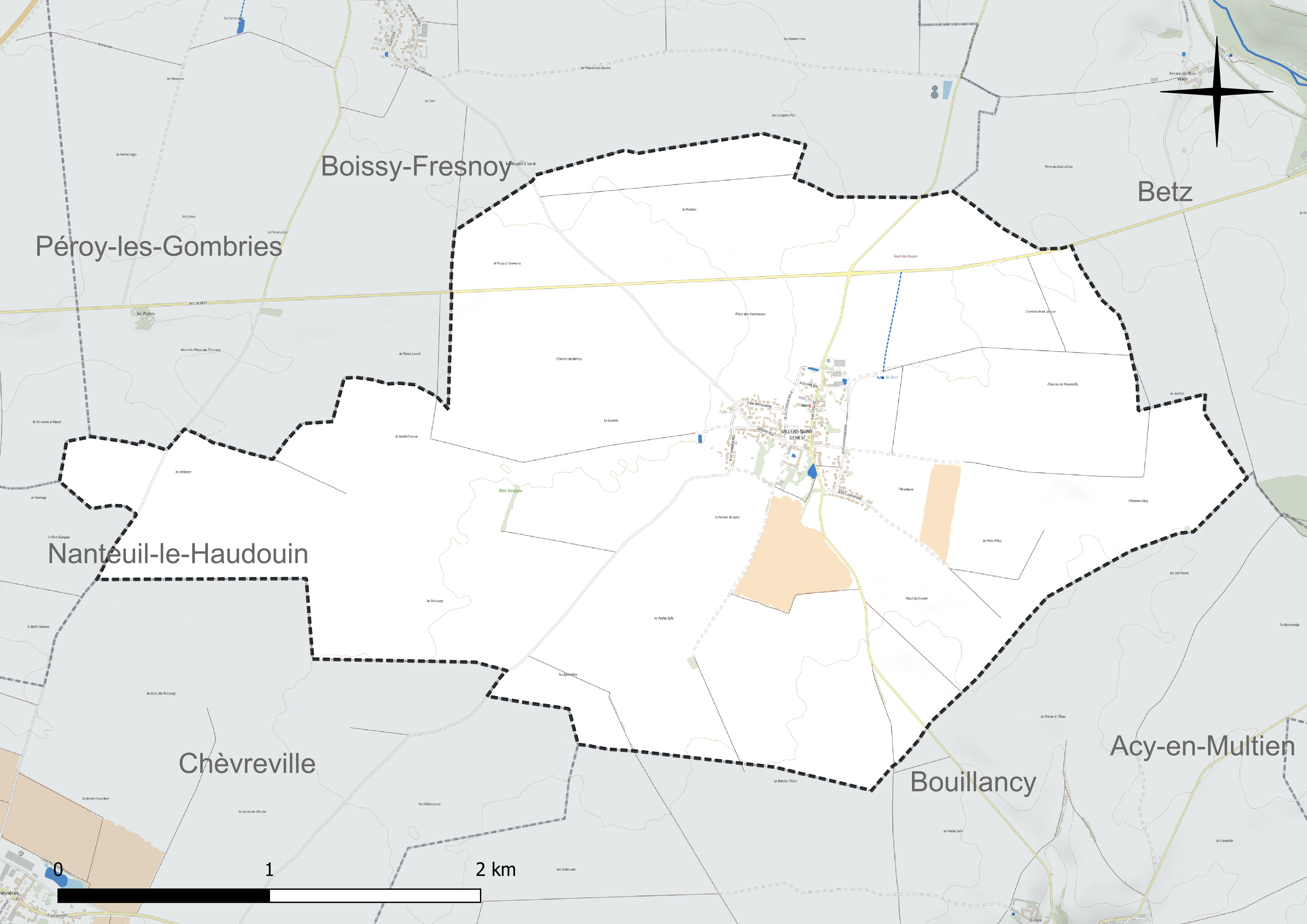
Réseau hydrographique de Villers-Saint-Genest.

### Climat
Pour des articles plus généraux, voir Climat des Hauts-de-France et Climat de l'Oise.
En 2010, le climat de la commune est de type climat océanique dégradé des plaines du Centre et du Nord, selon une étude du CNRS s'appuyant sur une série de données couvrant la période 1971-2000. En 2020, Météo-France publie une typologie des climats de la France métropolitaine dans laquelle la commune est exposée à un climat océanique altéré et est dans la région climatique  Nord-est du bassin Parisien, caractérisée par un ensoleillement médiocre, une pluviométrie moyenne régulièrement répartie au cours de l'année et un hiver froid (3 °C). 
Pour la période 1971-2000, la température annuelle moyenne est de 11 °C, avec une amplitude thermique annuelle de 15 °C. Le cumul annuel moyen de précipitations est de 720 mm, avec 10,9 jours de précipitations en janvier et 8,6 jours en juillet. Pour la période 1991-2020, la température moyenne annuelle observée sur la station météorologique la plus proche, située sur la commune du Plessis-Belleville à 12 km à vol d'oiseau, est de 11,4 °C et le cumul annuel moyen de précipitations est de 661,7 mm,. Pour l'avenir, les paramètres climatiques de la commune estimés pour 2050 selon différents scénarios d'émission de gaz à effet de serre sont consultables sur un site dédié publié par Météo-France en novembre 2022.

## Urbanisme

### Typologie
Au 1er janvier 2024, Villers-Saint-Genest est catégorisée commune rurale à habitat dispersé, selon la nouvelle grille communale de densité à sept niveaux définie par l'Insee en 2022.
Elle est située hors unité urbaine. Par ailleurs la commune fait partie de l'aire d'attraction de Paris, dont elle est une commune de la couronne,. Cette aire regroupe 1 929 communes,.

### Occupation des sols
L'occupation des sols de la commune, telle qu'elle ressort de la base de données européenne d'occupation biophysique des sols Corine Land Cover (CLC), est marquée par l'importance des territoires agricoles (96,3 % en 2018), une proportion identique à celle de 1990 (96,3 %). La répartition détaillée en 2018 est la suivante : 
terres arables (96,3 %), zones urbanisées (3,7 %). L'évolution de l'occupation des sols de la commune et de ses infrastructures peut être observée sur les différentes représentations cartographiques du territoire : la carte de Cassini (XVIIIe siècle), la carte d'état-major (1820-1866) et les cartes ou photos aériennes de l'IGN pour la période actuelle (1950 à aujourd'hui).

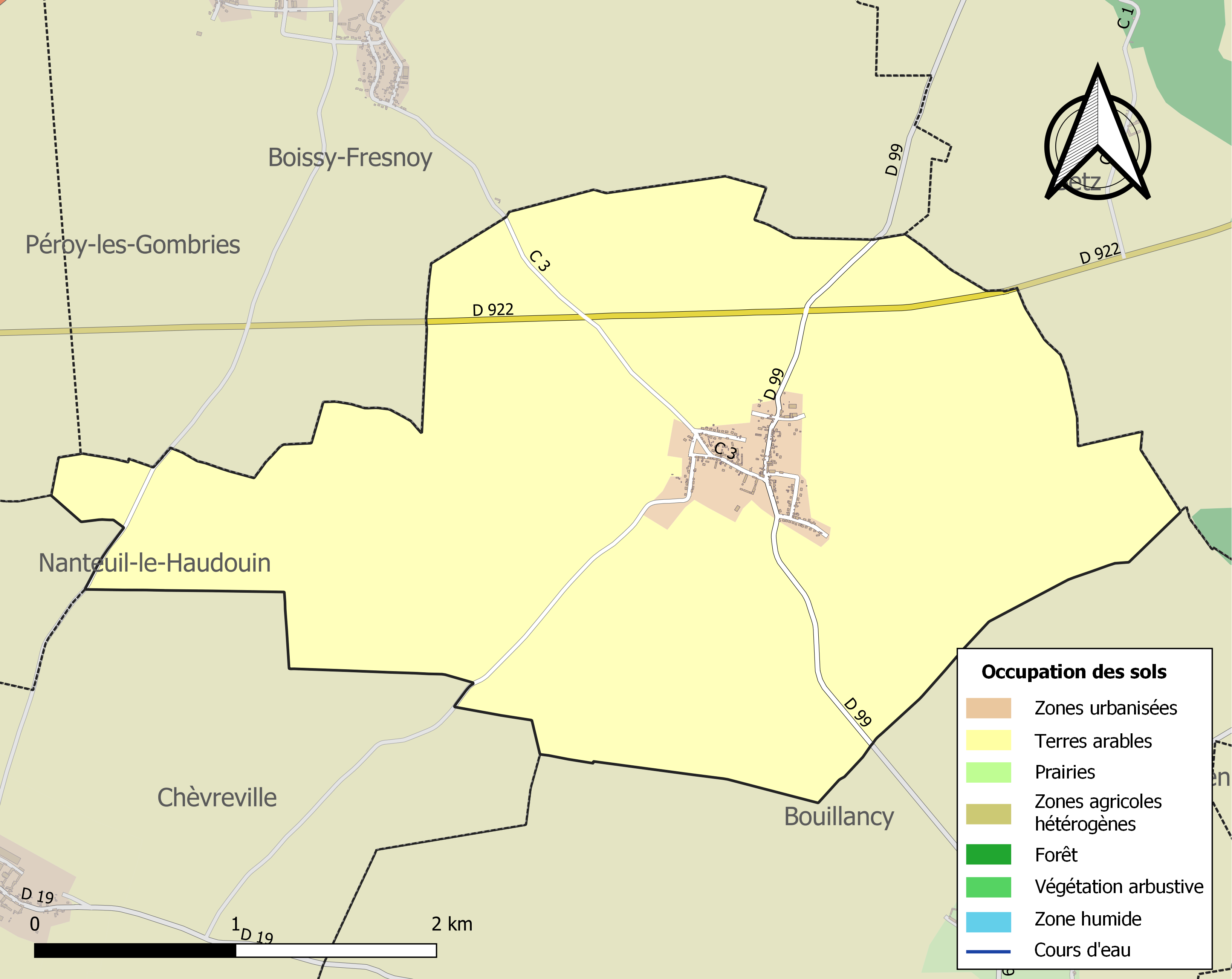
Carte des infrastructures et de l'occupation des sols de la commune en 2018 (CLC).

### Voies de communication et transports
La commune est desservie, en 2023, par la ligne 6432 du réseau interurbain de l'Oise.

## Toponymie
Villare sancti Genesis (1221), Villers-Saint-Genestz, Villers-Saint-Genest, Villers-Saint-Genoix.
Villers est un appellatif toponymique français et un patronyme qui procède généralement du gallo-roman villare, dérivé lui-même du gallo-roman villa « grand domaine rural », issu du latin villa rustica.
Saint-Genest est un hagiotoponyme qui fait référence à Genès de Rome.

## Politique et administration
| Période                                  | Période                       | Identité            | Étiquette | Qualité                        |
| ---------------------------------------- | ----------------------------- | ------------------- | --------- | ------------------------------ |
| Les données manquantes sont à compléter. |                               |                     |           |                                |
| mars 2001                                | 2008                          | Jean-Claude Barizet |           |                                |
| 2008                                     | En cours (au 29 octobre 2014) | Thierry Tavernier   |           | Réélu pour le mandat 2014-2020 |

## Population et société

### Démographie

#### Évolution démographique
L'évolution du nombre d'habitants est connue à travers les recensements de la population effectués dans la commune depuis 1793. Pour les communes de moins de 10 000 habitants, une enquête de recensement portant sur toute la population est réalisée tous les cinq ans, les populations de référence des années intermédiaires étant quant à elles estimées par interpolation ou extrapolation. Pour la commune, le premier recensement exhaustif entrant dans le cadre du nouveau dispositif a été réalisé en 2008.

En 2022, la commune comptait 388 habitants, en évolution de +1,31 % par rapport à 2016 (Oise : +0,87 %, France hors Mayotte : +2,11 %).
| 1793 | 1800 | 1806 | 1821 | 1831 | 1836 | 1841 | 1846 | 1851 |
| ---- | ---- | ---- | ---- | ---- | ---- | ---- | ---- | ---- |
| 296  | 250  | 280  | 252  | 242  | 280  | 280  | 255  | 207  |

| 1856 | 1861 | 1866 | 1872 | 1876 | 1881 | 1886 | 1891 | 1896 |
| ---- | ---- | ---- | ---- | ---- | ---- | ---- | ---- | ---- |
| 198  | 217  | 207  | 189  | 191  | 179  | 167  | 163  | 159  |

| 1901 | 1906 | 1911 | 1921 | 1926 | 1931 | 1936 | 1946 | 1954 |
| ---- | ---- | ---- | ---- | ---- | ---- | ---- | ---- | ---- |
| 177  | 185  | 183  | 143  | 178  | 189  | 182  | 178  | 195  |

| 1962 | 1968 | 1975 | 1982 | 1990 | 1999 | 2006 | 2008 | 2013 |
| ---- | ---- | ---- | ---- | ---- | ---- | ---- | ---- | ---- |
| 193  | 183  | 199  | 225  | 280  | 351  | 387  | 397  | 386  |

| 2018 | 2022 | - | - | - | - | - | - | - |
| ---- | ---- | - | - | - | - | - | - | - |
| 395  | 388  | - | - | - | - | - | - | - |

#### Pyramide des âges
La population de la commune est relativement jeune.
En 2018, le taux de personnes d'un âge inférieur à 30 ans s'élève à 38,5 %, soit au-dessus de la moyenne départementale (37,3 %). À l'inverse, le taux de personnes d'âge supérieur à 60 ans est de 15,5 % la même année, alors qu'il est de 22,8 % au niveau départemental.
En 2018, la commune comptait 199 hommes pour 196 femmes, soit un taux de 50,38 % d'hommes, légèrement supérieur au taux départemental (48,89 %).
Les pyramides des âges de la commune et du département s'établissent comme suit.
| Hommes | Classe d’âge | Femmes |
| ------ | ------------ | ------ |
| 1,0    | 90 ou +      | 0,5    |
| 2,0    | 75-89 ans    | 2,0    |
| 14,6   | 60-74 ans    | 10,7   |
| 23,1   | 45-59 ans    | 26,5   |
| 21,6   | 30-44 ans    | 20,9   |
| 16,1   | 15-29 ans    | 19,9   |
| 21,6   | 0-14 ans     | 19,4   |

| Hommes | Classe d’âge | Femmes |
| ------ | ------------ | ------ |
| 0,5    | 90 ou +      | 1,4    |
| 5,5    | 75-89 ans    | 7,6    |
| 15,6   | 60-74 ans    | 16,3   |
| 20,8   | 45-59 ans    | 20     |
| 19,4   | 30-44 ans    | 19,4   |
| 17,6   | 15-29 ans    | 16,2   |
| 20,6   | 0-14 ans     | 19,1   |

## Culture locale et patrimoine

### Lieux et monuments

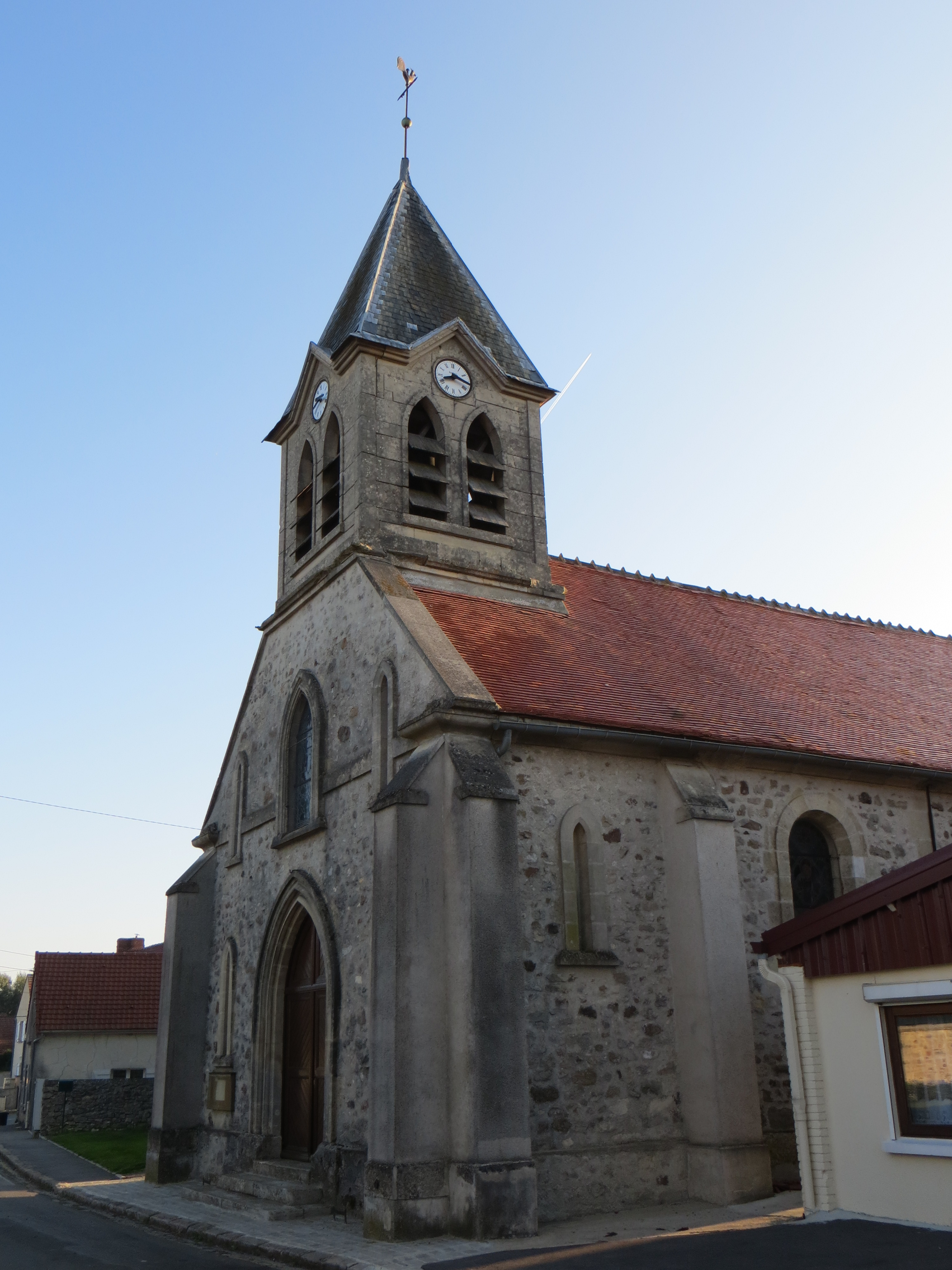
Église Saint-Denis - Cloche de l'église sonnant la demie :Fichier:Villers-Saint-Genest - Cloche de l'église Saint-Denis.ogg

Église Saint Denis, peut-être du XVIe siècle (abside et nef), achevée en 1891, vitraux de 1923.

### Héraldique
| Blason de Villers-Saint-Genest | Blason  | D'azur à une salamandre couronnée d'or, la tête contournée et vomissant des flammes du même, accompagnée en pointe de deux épis de blé, ployés, et empoignés d'or ; au chef d'argent chargé d'une grenouille de sinople accostée de deux canards colverts essorants, adossés au naturel. |
| Blason de Villers-Saint-Genest | Détails | La salamandre est celle présente sur un pigeonnier de la commune, le blé est pour l'agriculture, les canards et la grenouille sont pour la mare. Adopté en janvier 2022. |